# Эйхенвальд, Ида Ивановна
Ида Ивановна (Юльяновна) Эйхенвальд (урождённая Папендик; 1842, Тильзит, Германия — 1917, Одинцово) — русская арфистка и педагог. Солист Его Императорского Величества (1901).

## Биография
Родилась в 1842 году в семье Юлиуса Папендика, который состоял на службе судебным следователем в Берлинском Верховном суде. С 6 лет обучалась игре на арфе у К. Л. Гримма в Берлине; уже с 8 лет принимала участие в концертах; в 1855 году впервые выступила в Берлине с сольным концертом и начала вместе с братом гастролировать по Европе, были и в России, в 1857 году. В 1856 году, выступая в Веймаре, познакомились с Ференцем Листом, который под впечатлением игры юных музыкантов написал несколько рекомендательных писем для ангажемента в России.
С 1861 года Ида Папендик — солистка оркестра Мариинского театра в Петербурге. Первое упоминание на страницах российской прессы появилось 11 июля 1860 года в «Северной пчеле», а в 1861 году она окончательно переехала в Россию, в Петербург.
Осенью 1864 года переехала в Москву, где до 1901 года была солисткой Большого театра. В июле 1867 года её муж открыл в Москве, в доме Осипова (Петровка, дом 12) фотографическое заведение, аналогичное тому, которое имел в Санкт-Петербурге.
С 1875 по 1906 годы И. И. Эйхенвальд была профессором Московской консерватории. Среди её учеников: Н. Д. Анисимова, Н. А. Соколовская, М. И. Тарасова, М. В. Половцева (Литвинова), К. К. Бакланова, В. А. Лукин; также она учила свою дочь Надежду.
Участвовала в симфонических концертах Русского музыкального общества в Москве и Петербурге, ежегодно давала сольные концерты. Репертуар в основном состоял из виртуозных произведений, в том числе фантазий Э. Пэриш-Алварса («Сон в летнюю ночь», «Моисей», «Оберон» и др.).

## Семья
Муж (с 1861 года) — Александр Фёдорович Эйхенвальд (1835–1917), уроженец Митавы из еврейской семьи, окончивший Императорскую академию художеств в звании неклассного художника и получивший малую серебряную медаль; стал фотографом-профессионалом, имевшем на момент знакомства с будущей супругой фотографическое заведение в Санкт-Петербурге; позже жил в Москве, его фотоателье располагалось на улице Петровка, дом № 12.
Дети:
- Александр (1863/1864—1944) — физик;
- Маргарита (1866—1957?) — певица (лирико-колоратурное сопрано);
- Надежда;
- Антон (1875—1952) — художник, композитор, дирижёр, педагог, этнограф.